# JPMorgan Chase Tower
JPMorgan Chase Tower (dříve Texas Commerce Tower) je mrakodrap sídlící na adrese 600 Travis Street texaského velkoměsta Houston. Postaven byl v letech 1978-1982 a má 75 pater, do nichž můžete vystoupat v jednom z 50 výtahů. Slouží pro komerční účely (kanceláře, sídla společností), kde nabízí prostor v celkové výměře přes 120 tisíc m². Budovu navrhla společnost I.M. Pei and Partners a realizaci provedli CBM Engineers Inc. a Hines Interests Geralda D. Hinese.
JPMorgan Chase Tower je vysoká 305,4 m (1002 stop) a po svém dokončení byla nejvyšší budovou na západ od Mississippi, resp. nejvyšší budovou v Americe mimo Chicago a New York City (překonala Aon Center v Los Angeles) a to až do dokončení budovy U.S. Bank Tower v Los Angeles v roce 1990. Stále ale zůstává nejvyšší budovou státu Texas (překonala Renaissance Tower), a nejvyšší budovou na světě, která má pětiúhelníkový půdorys.
13. září 2008 se přes Houston přehnal hurikán Ike a (kromě jiného) způsobil budově škody – rozbil mnoho skleněných tabulí, odlomil některé prvky (izolace, atp.) po povrchu a ze střechy budovy.